# Ventersdorp
Ventersdorp est une petite ville d'Afrique du Sud, située dans la province du Nord-Ouest, dans l'ouest de l'ancienne république sud-africaine du Transvaal. Elle est le siège de la municipalité de JB Marks.
Ventersdorp est située dans la vallée du fleuve Vaal à 110 km au sud de Pretoria et à 50 km de Potchefstroom.

## Démographie

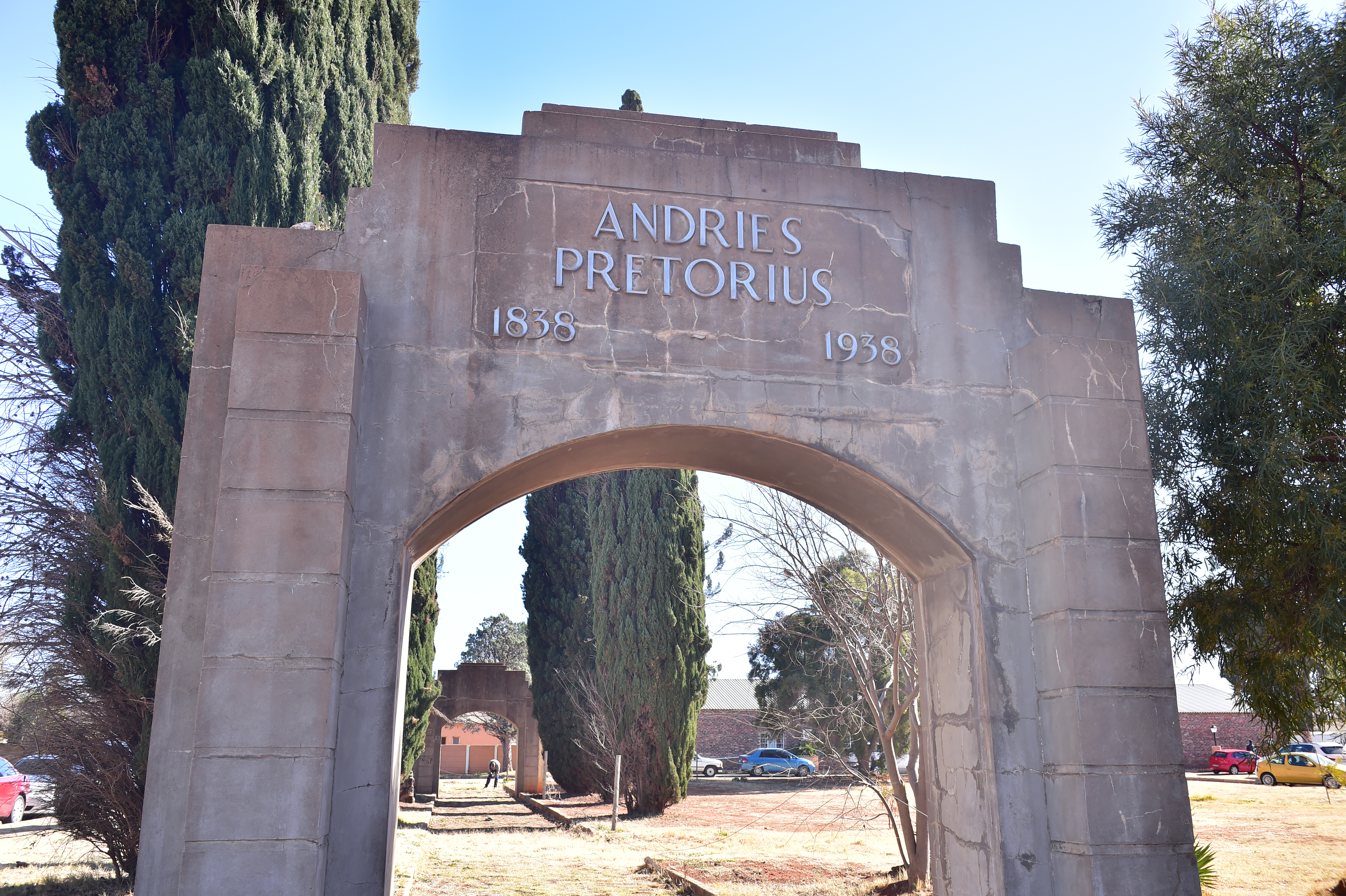
Voortrekker memorial de 1938

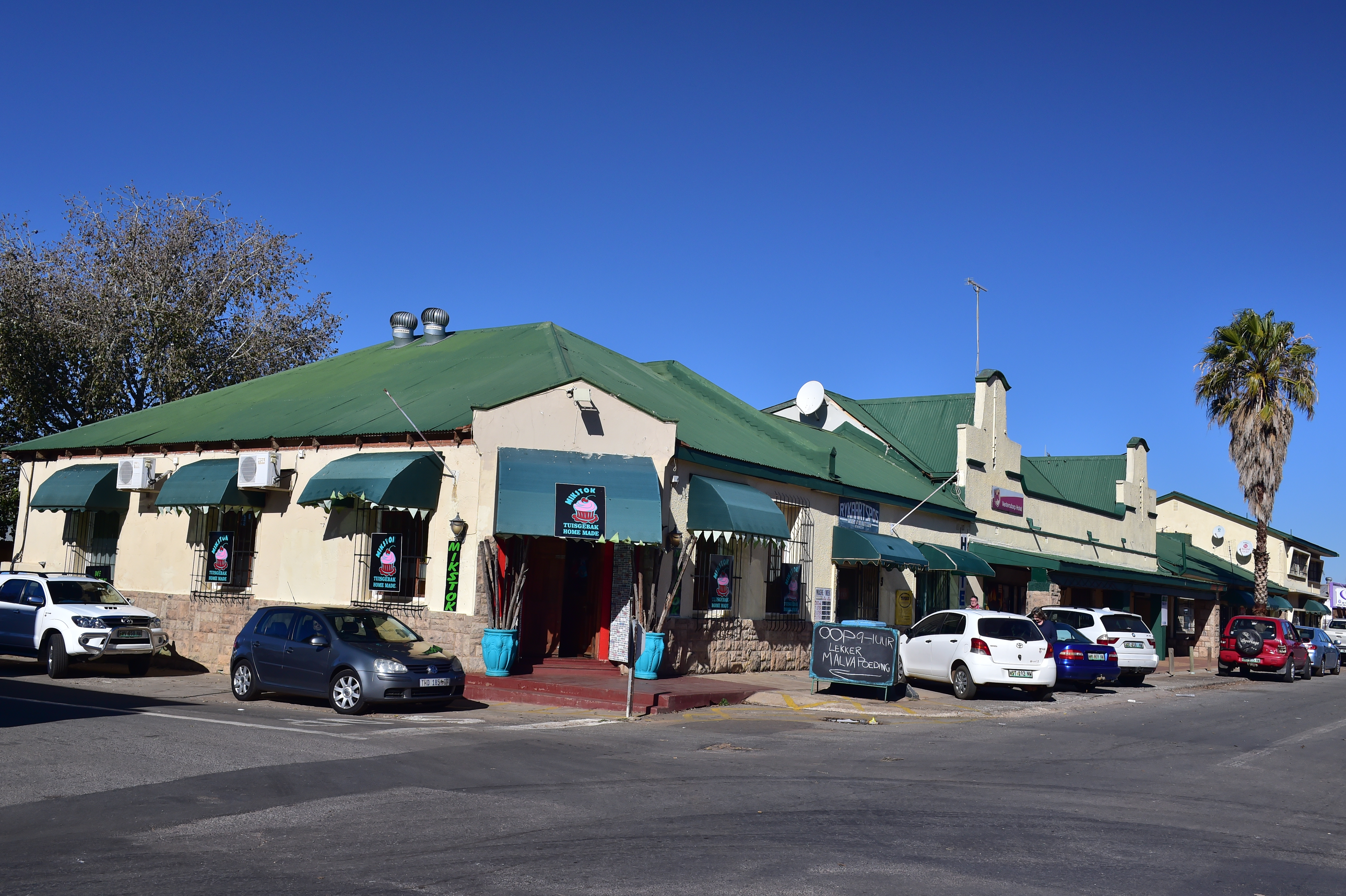
Ventersdorp

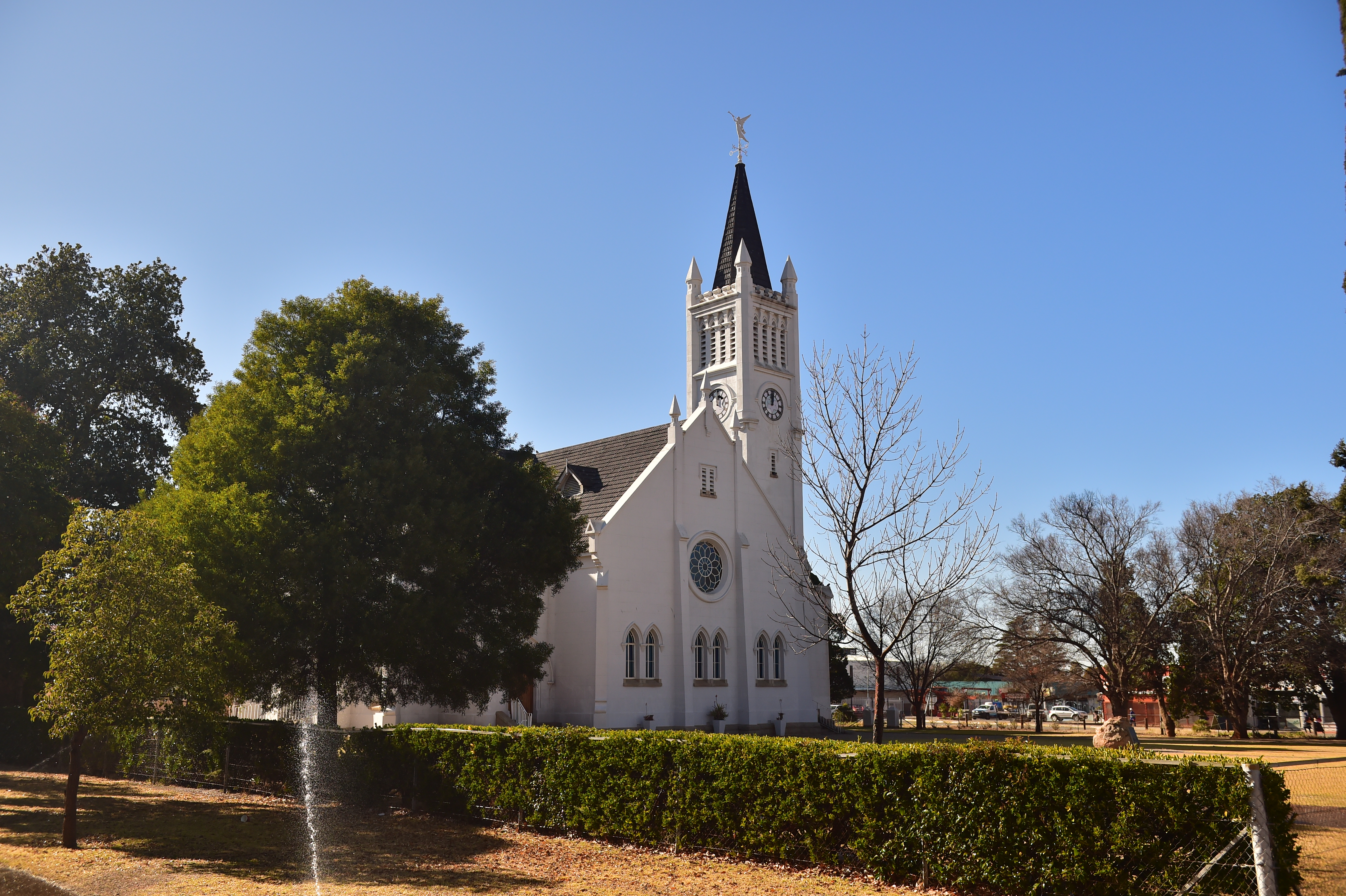
Église réformée hollandaise d'Afrique sur Van Riebeeck St

Selon le recensement de 2011, la population de la ville de Ventersdorp est de 4 204 habitants, dont 51,43 % de noirs et 40,25 % de blancs, essentiellement des Afrikaners.
Le township limitrophe de Tshing comprend pour sa part 17 869 habitants, presque exclusivement des noirs ou des coloureds (97,25 %).

## Administration
En 1995, Ventersdorp et le township de Tshing ont été regroupés au sein d'une même municipalité, Ventersdorp  (56 702 habitants en 2011) qui, en 2016, a été amalgamée avec celle de Tlokwe (Potchefstroom) pour former la municipalité locale de JB Marks.
Cette municipalité locale relève, avec Potchefstroom et Klerksdorp, du district du Dr Kenneth Kaunda (695 933 habitants).

### Liste des maires
- Meshack Mbambalala (parti communiste d'Afrique du Sud/Congrès national africain), premier maire noir de Ventersdorp de  1995 à 1997
- Kabelo Oupakie Mashi (-1999), maire (parti communiste d'Afrique du Sud/Congrès national africain) en 1997-1999
- Nontetho Cilia Phoyane

## Histoire

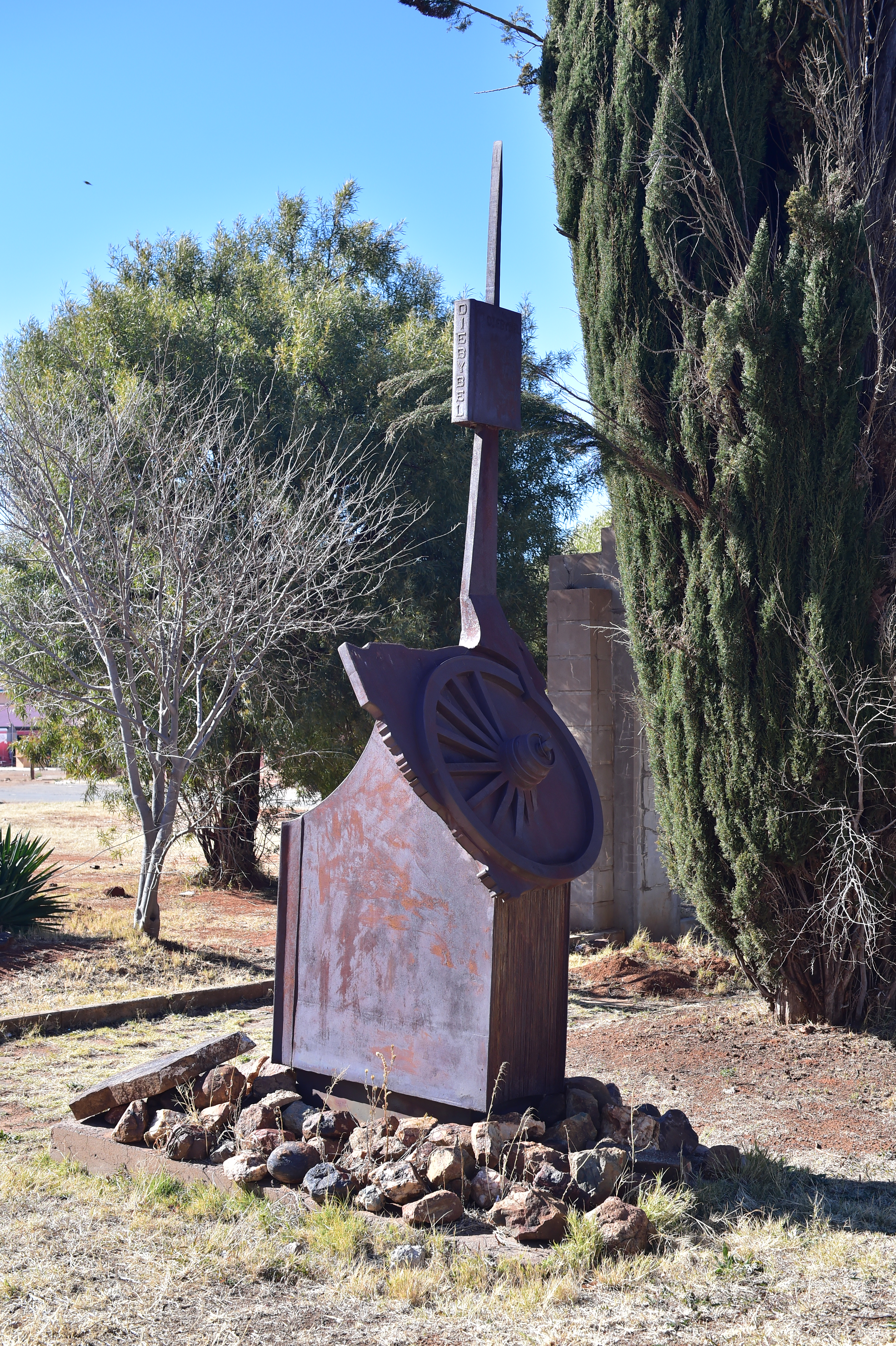
Monument en l'honneur de la bible et de sa traduction en afrikaans en 1933

Des populations BaTswana ont migré dans la région au milieu du XVIIIe siècle, puis l'ont quittée au début du XIXe siècle pour la région de l'État libre d'Orange.
En 1840, les premiers Voortrekkers s'installent dans cette région du Transvaal et bâtissent leurs fermes.
Ventersdorp fut fondé par les Boers en 1866. La ville porte le nom de Johannes Venter, le propriétaire de la terre sur laquelle fut construite le premier bâtiment public, une église réformée hollandaise.
La découverte de diamants dans la région favorisa le développement économique de cette petite ville agricole.
Ventersdorp fut un bastion de l'extrême droite afrikaner durant la période d'apartheid (1948-1991). Son nom est intimement lié à Eugène Terre'blanche, né à Ventersdrop, et au mouvement paramilitaire Mouvement de résistance afrikaner (Afrikaner Weerstandsbeweging - AWB) qui y avait son quartier général.
Le 9 août 1991, Ventersdorp fut le théâtre d'une bataille rangée entre la police et les membres de l'AWB à l'occasion de la venue à l'Hôtel de Ville du Président Frederik de Klerk. La confrontation fut érigée parmi les symboles de la fin de l'apartheid car ce fut la première fois en quarante-trois ans que des policiers blancs usaient de leurs armes à feu contre des manifestants blancs. Trois membres de l'AWB et un passant furent tués au cours de la confrontation par les forces de l'ordre.